# Науменко Наталія Валентинівна
Ната́лія Нау́менко (1 січня 1976, Київ) — українська поетеса, літературознавець. Представниця постнеокласичного напряму в сучасній українській літературі. Член Національної спілки письменників України від 2015 року. Пише вірші українською, російською, англійською мовами. Авторка чотирьох поетичних збірок та багатьох наукових розвідок з питань літературознавства, мовознавства, культурології, філософії.

## Освіта
1998 — закінчила Національний університет «Києво-Могилянська академія», отримавши диплом магістра з фаху «Історія, теорія літератури та компаративістика».
2001 — закінчила аспірантуру при кафедрі українознавства Національного університету харчових технологій.
2002 — у Національному педагогічному університеті імені М. П. Драгоманова захистила кандидатську дисертацію з проблем поетики символу в українській новелістиці кінця ХІХ — початку ХХ століть.
2010 — в Інституті філології Київського національного університету імені Тараса Шевченка захистила докторську дисертацію «Генеза і шляхи розвитку українського верлібру кінця ХІХ — початку ХХІ століть».

## Викладацька діяльність
З 2001 року — асистент, згодом — доцент, нині — професор кафедри українознавства Національного університету харчових технологій.

## Творчість
«…До нашої Незалежности зразки такої щиро-безпосередньо-світлосоняшної лірики на Україні не могли постати чи виникнути», — писав про вірші Наталії Науменко Ігор Качуровський, послідовник київських неокласиків. Так, якщо шукати в українській поезії ХХ століття поета чи поетесу чистої радости, то на думку спадає хіба що екзильна Олена Теліга: «І весь час до мене радість тулиться, // Як безжурний вітрогон-хлопчина…» («Радість»). А серед сучасних авторів, які плекають свідому настанову на втілення у слові енергії радости, Наталія Науменко залишається чи не найпослідовнішою.
Літературознавець Микола Зимомря, автор передмови до третьої поетичної книжки Н. Науменко «Необроблений смарагд», асоціює стиль поетеси передусім із неоромантизмом (у його фемінному вимірі), а поет і мовознавець Анатолій Мойсієнко називає її «бароковою» особистістю в нашому літературному житті. Але, напевно, найдалекогляднішим в оцінці її поетичного обличчя був усе-таки Ігор Качуровський, який пророкував: «Із Вас ще буде неокласик». І його передбачення справджується, адже поруч із незаперечною технічною майстерністю ліричні збірки Наталії Науменко виразно засвідчують, що їхня авторка сповідує естетизм, краса для неї — феномен сакральний.
Наталії Науменко властиве щасливе поєднання природного естетичного смаку і глибокої обізнаности з формами й засобами світової поезії, як і належить віршознавцеві найвищої кваліфікації. Передусім приваблює різноманітність уживаних нею віршових форм у рамках традиційної силабо-тонічної системи віршування (включно з різнорозмірними метрико-строфічними моделями). І попри те, що її докторська дисертація присвячена верлібру, у власній поезії вона звертається до вільного вірша лише зрідка, відверто засвідчуючи відданість класичній традиції. Ця настанова виявляється також у зверненні до канонізованих строф: елегійні дистихи, александрини, віланель, газела, хоку (чи то гайку)… І насамперед — знаковий для неокласиків сонет (часто з різноримними катренами — тип, що його Ігор Качуровський називав сонетом борхесівським).
Книги поезій
- Княгиня: Поезії. Київ, 2006. 251 с.
- Розмарин: Поезії. 1991—2011. Київ: Сталь, 2011. 199 с.
- Необроблений смарагд: Поезії. Книга третя. Київ-Дрогобич: Посвіт, 2013. 191 с.
- Смарагдове місто: Поезії книга четверта. Київ: Сталь, 2016. 129 с.

Літературознавчі монографії
- Символіка як стильова домінанта української новелістики кінця XIX — початку XX століть: Монографія. Київ: НУХТ, 2005. 204 с.
- Серпантинні дороги поезії: Природа та тенденції розвитку українського верлібру: Монографія. Київ: Сталь, 2010. 518 с.
- Образи його серця… Формозмістові домінанти пісенної лірики Стінга: Монографія. Київ: Сталь, 2019. 254 с.
- Прийом «сцени на сцені» — чинник іронічного формозмісту в літературному творі. Київ: Сталь, 2023. 196 с.